# Jacobus Johannes Hartman

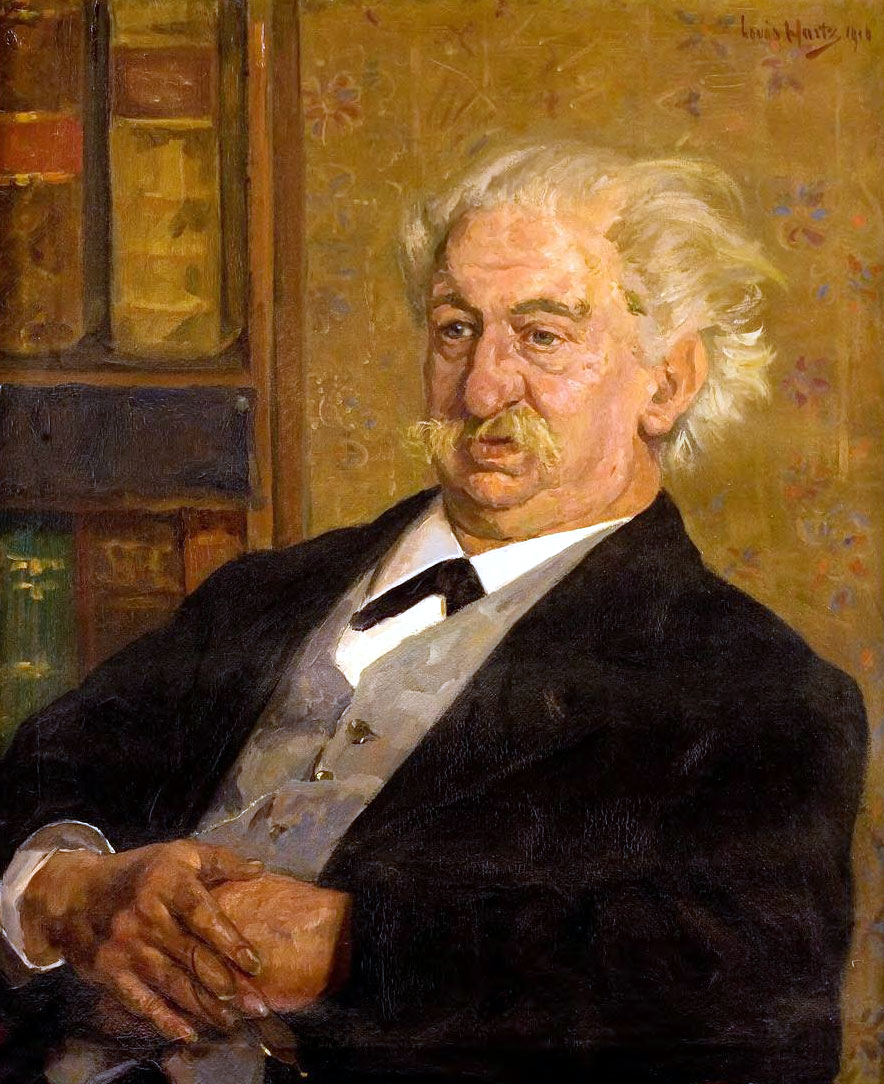
Jacobus Johannes Hartman

Jacobus Johannes Hartman (* 14. Februar 1851 in Blankenham; † 29. Januar 1924 in Leiden) war ein niederländischer Altphilologe.

## Leben
Jacobus Johannes war Sohn des Pfarrers Jan Jacob Hartmann (* um 1804 in Amsterdam; † 31. Juli 1871 in Leiden) und dessen am 10. Oktober 1839 in Amsterdam geheirateten Frau Anna Elisabeth Ott (* 18. Januar 1811 in Amsterdam; † 15. Februar 1891 in Leiden). Er besuchte die Dorfschule seines Geburtsorts, danach die französische Schule des J. C. Kesler in Amsterdam und das Gymnasium ebenda. Im Juli 1869 begann er seine Studien am Athenaeum Illustre Amsterdam und zog 1870 an die Universität Leiden. Hier wurden Carel Gabriel Cobet, Willem Georg Pluijgers (* 18. Februar 1812 in Zwolle; † 30. April 1880 in Leiden), Matthias de Vries und Joël Emanuel Goudsmit seine prägenden Lehrer.
Am 16. Juni 1877 wurde er mit der Arbeit Studia critica in Luciani opera zum Doktor der Philosophie promoviert. Danach arbeitete er ab dem 1. September 1877 als Lehrer und 1883 als Konrektor am städtischen Gymnasium in Leiden. Am 11. Juli 1891 wurde Hartman als Professor für lateinische Sprache und Literatur sowie Römische Antiquitäten an die Universität Leiden berufen. Diese Aufgabe übernahm er am 23. September 1891 mit der Antrittsrede De literarum veterum amicis et inimicis. Während dieser Zeit verfasste er viele Werke zur Griechischen und Lateinischen Sprache sowie Literatur. Er verfasste auch einige lateinische Gedichte.
1902 wurde er Mitglied der königlich niederländischen Akademie der Wissenschaften, wurde Ritter des Ordens vom niederländischen Löwen, Offizier des Ordre des Palmes Académiques, auswärtiges Mitglied der Epistemonikes Hetaireias in Athen und von der Accademia Nazionale Virgiliana in Mantua. Zudem beteiligte er sich 1907/08 als Rektor der Alma Mater an den organisatorischen Aufgaben der Hochschule, als welcher er am 8. Februar die Rektoratsrede De eloquentia philologo colenda hielt. Als 70-Jähriger legte er am 2. Juni 1921 seine Professur nieder und wurde am 19. September 1921 emeritiert.
Hartman heiratete am 14. Dezember 1893 in Leiden Pieternella Cornelia Verpoorten (* 13. Januar 1862 in Wilnis; † 19. Dezember 1944 in Haarlem), die Tochter des Dirk Verpoorten (* 9. Juni 1831 in Ijsselstein; † 25. April 1869) und der Dina Jacoba Nolet (* 17. Februar 1838 in Zierikzee; † 29. August 1925 in Leiden). Aus der Ehe stammte nur die jung verstorbene Tochter Anna Elisabeth Ottilia Hartman (* 11. Januar 1899 in Leiden; † 8. Juli 1899 in Lisse).

## Werke (Auswahl)
- Studia critica in Luciani opera. 1877 (Online)
- Studia Antiphontea. 1882
- Analecta Xenophontea. 1889
- De Phaedri Fabulis commentatio. 1890
- De literarum veterum amicis et inimicis. (De vrienden en vijanden van de klassieke letteren). 1891
- De Horatio poeta. 1891 (Online)
- De Terentio et Donato commentatio. 1895 (Online)
- Analecta Tacitea. 1905 (Online)
- De Ovidio poeta commentatio. 1905
- De Avondzon des Heidendoms. Het leven en werken van den wijze van Chaeronea. 1910 (Online)
- Flos delibatus Elegiae Romanae. 1911 (Online)
- Beatus ille. Een boek voor iedereen over Horatius. 1913
- De Plutarcho scriptore et philosopho. 1916 (Online)
- Honderd jaar geestelijk leven in den Romeinschen Keizertijd. 1918
- Nagelaten Geschriften. 1926 (von K.H.E. de Jong mit Vita)